# Penny Toler
Virginia Marlita „Penny” Toler (ur. 24 marca 1966 w Waszyngtonie) – amerykańska koszykarka występująca na pozycji rozgrywającej, następnie trenerka koszykarska.
21 czerwca 1997 zdobyła pierwsze punkty w historii WNBA podczas spotkania Los Angeles Sparks z New York Liberty.
W latach 1999–2019 pełniła funkcję generalnej menadżerki zespołu Los Angeles Sparks. W tym czasie drużyna wystąpiła pięciokrotnie (2001–2003, 2016, 2017) w finale ligi i zdobyła trzykrotnie mistrzostwo WNBA (2001, 2002, 2016).

## Osiągnięcia
Na podstawie, o ile nie zaznaczono inaczej.

### Zawodnicze

#### NCAA
- Uczestniczka rozgrywek:
  - NCAA Final Four (1987, 1988)
  - Elite 8 turnieju NCAA (1987–1989)
  - Sweet 16 turnieju NCAA (1985, 1987–1989)
- Mistrzyni:
  - turnieju konferencji  Pacific Coast Athletic Association (PCAA – 1987–1989)
  - sezonu zasadniczego PCAA (1987–1989)
- Koszykarka roku konferencji PCAA (1988, 1989)
- Została zaliczona do:
  - I składu:
    - Kodak All-American (1988, 1989)[6]
    - turnieju:
      - NCAA (1988)
      - regionalnego NCAA (1987–1989)

    - PCAA (dziś Big West – 1987–1989)

  - LBSU Hall of Fame (1995)
- Drużyna Long Beach State 49ers zastrzegła koszulkę z należącym do niej numerem 4 (2007)

#### Drużynowe
- Mistrzyni Grecji (1995, 1996)
- Zdobywczyni Pucharu Grecji (1996)

#### Indywidualne
- MVP meczu gwiazd ligi włoskiej
- Liderka:
  - strzelczyń ligi włoskiej
  - w asystach ligi włoskiej (2x)

#### Reprezentacja
- Uczestniczka mistrzostw Ameryki (1989 – 4. miejsce)